# Riga Grand Prix
Le Riga Grand Prix est une course cycliste lettonne disputée à Riga. Créé en 2006, elle fait partie de l'UCI Europe Tour, en catégorie 1.2. Elle est par conséquent ouverte à d'éventuelles équipes continentales professionnelles lettonnes, aux équipes continentales, à des équipes nationales et à des équipes régionales ou de clubs. Les UCI ProTeams (première division) ne peuvent pas participer.

## Palmarès
| Année | Champion          | 2e                  | 3e                  |
| 2006  | Sergey Kolesnikov | Aleksejs Saramotins | Vasil Kiryienka     |
| 2007  | Gatis Smukulis    | Aleksejs Saramotins | Tanel Kangert       |
| 2008  | Normunds Lasis    | Erki Pütsep         | Aleksejs Saramotins |
| 2009  | Herberts Pudāns   | Sten Sarv           | Vitālijs Korņilovs  |
| 2010  | Toms Skujiņš      | Reijo Puhm          | Andris Smirnovs     |
| 2011  | Andris Vosekalns  | Viesturs Lukševics  | Valdis Žogota       |
| 2012  | Andžs Flaksis     | Erki Pütsep         | Rene Mandri         |
| 2013  | Francesco Chicchi | Marco Benfatto      | Martin Laas         |